# Campionat del Món de Clubs de futbol 2016
El Campionat del Món de Clubs de futbol 2016 (conegut oficialment com a Campionat del Món de la FIFA de Clubs de futbol 2016 presentat per Alibaba E-Auto per raons d'esponsorització) fou la tretzena edició del Campionat del Món de Clubs, una competició de futbol organitzada per la FIFA entre els clubs campions de cadascuna de les sis confederacions continentals, més el campió de la lliga nacional del país hoste. El torneig es va celebrar al Japó.
El Reial Madrid va guanyar el seu segon títol, en vèncer l'equip local Kashima Antlers a la final.

## Candidatures per la seu
El procés de candidatures per les edicions de 2015–16 i 2017–18, implicant dues seus, cadascuna durant dos anys, va començar el febrer de 2014. Les associacions membres interessades havien de declarar-ho formalment fins al 30 de març de 2014, i presentar la documentació requerida fins al 25 d'agost de 2014. El Comitè Executiu de la FIFA va seleccionar les seus a la seva reunió del Marroc el desembre de 2014. De tota manera, la decisió sobre la seu de l'edició de 2015–2016 no es va prendre fins al 2015.
Els següents països es van interessar per ser seu:
- Índia (va abandonar el novembre 2014)[9]
- Japó

El Japó fou oficialment confirmat com a seu de les edicions de 2015 i 2016 el 23 d'abril de 2015.

## Equips classificats
| Equip                                  | Confederació           | Classificació                                        | Data de classif.       | Participació                                             |
| Entra a les semifinals                 | Entra a les semifinals | Entra a les semifinals                               | Entra a les semifinals | Entra a les semifinals                                   |
| -------------------------------------- | ---------------------- | ---------------------------------------------------- | ---------------------- | -------------------------------------------------------- |
| Atlético Nacional                      | CONMEBOL               | Guanyador de la Copa Libertadores 2016               | 27 juliol 2016         | 1a                                                       |
| Reial Madrid                           | UEFA                   | Guanyador de la Lliga de Campions de la UEFA 2015–16 | 28 maig 2016           | 3a (anteriors: 2000, 2014)                               |
| Entra als quarts de final              |                        |                                                      |                        |                                                          |
| Jeonbuk Hyundai Motors                 | AFC                    | Guanyador de l'AFC Champions League 2016             | 26 novembre 2016       | 2a (anteriors: 2006)                                     |
| Mamelodi Sundowns                      | CAF                    | Guanyador de la CAF Champions League 2016            | 23 octubre 2016        | 1a                                                       |
| América                                | CONCACAF               | Guanyador de la CONCACAF Champions League 2015–16    | 27 abril 2016          | 3a (anteriors: 2006, 2015)                               |
| Entra al play-off pels quarts de final |                        |                                                      |                        |                                                          |
| Auckland City                          | OFC                    | Guanyador de la OFC Champions League 2016            | 23 abril 2016          | 8a (anteriors: 2006, 2009, 2011, 2012, 2013, 2014, 2015) |
| Kashima Antlers                        | AFC (Locals)           | Guanyador de la Lliga japonesa 2016                  | 3 desembre 2016        | 1a                                                       |

## Seus
El 9 de juny de 2016 es va confirmar que l'Estadi de Suita a Suita (Osaka) i l'Estadi Internacional de Yokohama a Yokohama serien les dues seus de la competició.
| Osaka                                                            | OsakaYokohama | Yokohama                                               |
| ---------------------------------------------------------------- | ------------- | ------------------------------------------------------ |
| Estadi de Suita                                                  | OsakaYokohama | Estadi Internacional de Yokohama                       |
| 34° 48′ 41.04″ N, 135° 32′ 27.24″ E / 34.8114000°N,135.5409000°E | OsakaYokohama | 35° 30′ 35″ N, 139° 36′ 20″ E / 35.50972°N,139.60556°E |
| Capacitat: 39,694                                                | OsakaYokohama | Capacitat: 72,327                                      |
|                                                                  | OsakaYokohama |                                                        |

## Àrbitres
Els àrbitres de la competició foren:
| Confederació | Àrbitre            | Àrbitres assistents           | Àrbitres assistents de vídeo |
| ------------ | ------------------ | ----------------------------- | ---------------------------- |
| AFC          | Nawaf Shukralla    | Yaser Tulefat Taleb Al Marri  | Ravshan Irmatov              |
| CAF          | Janny Sikazwe      | Jerson dos Santos Marwa Range | Bakary Gassama               |
| CONCACAF     | Roberto García     | José Camargo Alberto Morín    | Mark Geiger                  |
| CONMEBOL     | Enrique Cáceres    | Eduardo Cardozo Juan Zorrilla | Andrés Cunha                 |
| OFC          | Abdelkader Zitouni | Philippe Revel                | Nick Waldron                 |
| UEFA         | Viktor Kassai      | György Ring Vencel Tóth       | Damir Skomina Danny Makkelie |

Durant la competició es va provar de tenir àrbitres assistents de vídeo. El sistema es va usar per primer cop a la primera part de la semifinal entre l'Atlético Nacional i el Kashima Antlers en què va caldre una repetició per vídeo.

## Plantilles
Cada equip havia de designar un equip de 23 jugadors (tres dels quals havien de ser porters). Es permetia de substituir els lesionats fins a 24 hores abans del primer partit de l'equip.

## Partits
El calendari del torneig fou anunciat el 15 juliol 2016.
El 21 de setembre de 2016 es va celebrar un sorteig a les 11:00 CEST (UTC+2), a la seu de la FIFA a Zúric, Suïssa, per determinar les posicions al quadre pels tres equips que hi entrarien als quarts de final.
En cas que un partit restés empatat al final dels 90 minuts:
- Als partits eliminatoris, es jugaria temps afegit. En cas que persistís l'empat, el guanyador es decidiria per tanda de penals.
- Als partits pel tercer i cinquè llocs, no hi hauria pròrroga, sinó tanda de penals directament.

El 18 de març de 2016, el Comitè Executiu de la FIFA va acordar que la competició s'adheria al projecte de la International Football Association Board per permetre una quarta substitució durant les prórrogues.
|  | Prèvia                 | Prèvia              |                          |                        | Quarts de final     | Quarts de final     |             |             | Semifinals | Semifinals |  |  | Final                  | Final                  |
|  | 8 desembre – Yokohama  |                     |                          |                        |                     |                     |             |             |            |            |  |  |                        |                        |
|  | Kashima Antlers        | 2                   |                          |                        | 11 desembre – Osaka | 11 desembre – Osaka |             |             |            |            |  |  |                        |                        |
|  | Kashima Antlers        | 2                   |                          |                        | 11 desembre – Osaka | 11 desembre – Osaka |             |             |            |            |  |  |                        |                        |
|  | Auckland City          | 1                   |                          |                        | Mamelodi Sundowns   | 0                   |             |             |            |            |  |  |                        |                        |
|  | Auckland City          | 1                   | 14 desembre – Osaka      |                        | Mamelodi Sundowns   | 0                   |             |             |            |            |  |  |                        |                        |
|  |                        |                     |                          |                        | Kashima Antlers     | 2                   |             |             |            |            |  |  |                        |                        |
|  | Atlético Nacional      | 0                   |                          |                        | Kashima Antlers     | 2                   |             |             |            |            |  |  |                        |                        |
|  | Atlético Nacional      | 0                   |                          |                        |                     |                     |             |             |            |            |  |  |                        |                        |
|  |                        |                     | Kashima Antlers          | 3                      |                     |                     |             |             |            |            |  |  |                        |                        |
|  |                        |                     | Kashima Antlers          | 3                      |                     |                     |             |             |            |            |  |  |                        |                        |
|  |                        |                     | 18 desembre – Yokohama   |                        |                     |                     |             |             |            |            |  |  |                        |                        |
|  |                        |                     |                          |                        |                     |                     |             |             |            |            |  |  |                        |                        |
|  | Reial Madrid (pr.)     | 4                   |                          |                        |                     |                     |             |             |            |            |  |  |                        |                        |
|  | Reial Madrid (pr.)     | 4                   | 11 desembre – Osaka      |                        |                     |                     |             |             |            |            |  |  |                        |                        |
|  |                        | Kashima Antlers     | 2                        |                        |                     |                     |             |             |            |            |  |  |                        |                        |
|  |                        |                     | 2                        | Jeonbuk Hyundai Motors | 1                   |                     |             |             |            |            |  |  |                        |                        |
|  | 15 desembre – Yokohama |                     |                          | Jeonbuk Hyundai Motors | 1                   |                     |             |             |            |            |  |  |                        |                        |
|  |                        | América             | 2                        |                        |                     |                     |             |             |            |            |  |  |                        |                        |
|  | América                | América             | 2                        | 0                      |                     |                     |             |             |            |            |  |  |                        |                        |
|  | América                | Cinquè lloc         | Cinquè lloc              | 0                      |                     |                     | Tercer lloc | Tercer lloc |            |            |  |  |                        |                        |
|  |                        | Cinquè lloc         | Cinquè lloc              |                        | Reial Madrid        | 2                   | Tercer lloc | Tercer lloc |            |            |  |  |                        |                        |
|  | Jeonbuk Hyundai Motors | 4                   | América                  | 2 (3)                  | Reial Madrid        | 2                   |             |             |            |            |  |  |                        |                        |
|  | Jeonbuk Hyundai Motors | 4                   | América                  | 2 (3)                  |                     |                     |             |             |            |            |  |  |                        |                        |
|  | Mamelodi Sundowns      | 1                   | Atlético Nacional (pen.) | 2 (4)                  |                     |                     |             |             |            |            |  |  |                        |                        |
|  | Mamelodi Sundowns      | 1                   | Atlético Nacional (pen.) | 2 (4)                  |                     |                     |             |             |            |            |  |  |                        |                        |
|  | 14 desembre – Osaka    | 14 desembre – Osaka |                          |                        |                     |                     |             |             |            |            |  |  | 18 desembre – Yokohama | 18 desembre – Yokohama |

Totes les hores són locals, JST (UTC+9).

### Play-off pels quarts de final
| Kashima Antlers            | 2–1     | Auckland City    |
| -------------------------- | ------- | ---------------- |
| Akasaki 67' · Kanazaki 88' | Detalls | Kim Dae-wook 50' |

### Quarts de final
| Jeonbuk Hyundai Motors | 1–2     | América         |
| ---------------------- | ------- | --------------- |
| Kim Bo-kyung 23'       | Detalls | Romero 58', 74' |

| Mamelodi Sundowns | 0–2     | Kashima Antlers         |
| ----------------- | ------- | ----------------------- |
|                   | Detalls | Endo 63' · Kanazaki 88' |

### Partit pel cinquè lloc
| Jeonbuk Hyundai Motors                                                         | 4–1     | Mamelodi Sundowns |
| ------------------------------------------------------------------------------ | ------- | ----------------- |
| Kim Bo-kyung 18' · Lee Jong-ho 29' · Nascimento 41' (p.p.) · Kim Shin-wook 89' | Detalls | Tau 48'           |

### Semifinals
| Atlético Nacional | 0–3     | Kashima Antlers                        |
| ----------------- | ------- | -------------------------------------- |
|                   | Detalls | Doi 33' (pen.) · Endo 83' · Suzuki 85' |

| América | 0–2     | Reial Madrid                  |
| ------- | ------- | ----------------------------- |
|         | Detalls | Benzema 45+2' · Ronaldo 90+3' |

### Partit pel tercer lloc
| América                                          | 2–2     | Atlético Nacional                             |
| ------------------------------------------------ | ------- | --------------------------------------------- |
| Arroyo 38' · Peralta 66' (pen.)                  | Detalls | Samudio 6' (p.p.) · Guerra 26'                |
| Tanda de penals                                  |         |                                               |
| Martínez · Samudio · Quintero · Peralta · Arroyo | 3–4     | Mosquera · Nieto · Bocanegra · Torres · Borja |

## Golejadors
| Posició | Jugador           | Equip                  | Gols |
| ------- | ----------------- | ---------------------- | ---- |
| 1       | Cristiano Ronaldo | Reial Madrid           | 4    |
| 2       | Silvio Romero     | América                | 2    |
| 2       | Kim Bo-kyung      | Jeonbuk Hyundai Motors | 2    |
| 2       | Yasushi Endo      | Kashima Antlers        | 2    |
| 2       | Mu Kanazaki       | Kashima Antlers        | 2    |
| 2       | Gaku Shibasaki    | Kashima Antlers        | 2    |
| 2       | Karim Benzema     | Reial Madrid           | 2    |
| 8       | Michael Arroyo    | América                | 1    |
| 8       | Oribe Peralta     | América                | 1    |
| 8       | Alejandro Guerra  | Atlético Nacional      | 1    |
| 8       | Kim Dae-wook      | Auckland City          | 1    |
| 8       | Kim Shin-wook     | Jeonbuk Hyundai Motors | 1    |
| 8       | Lee Jong-ho       | Jeonbuk Hyundai Motors | 1    |
| 8       | Shuhei Akasaki    | Kashima Antlers        | 1    |
| 8       | Shoma Doi         | Kashima Antlers        | 1    |
| 8       | Yuma Suzuki       | Kashima Antlers        | 1    |
| 8       | Percy Tau         | Mamelodi Sundowns      | 1    |

1 gol en pròpia porta
- Ricardo Nascimento (Mamelodi Sundowns, contra el Jeonbuk Hyundai Motors)
- Miguel Samudio (América, contra l'Atlético Nacional)

## Classificació final
Per convenció estadística en el futbol, els partits decidits en el temps afegit es computen com a victòries o derrotes, mentre que els partits decidits en tanda de penals es computen com a empats.
| Pos | Equip                        | PJ | PG | PE | PP | GF | GC | DG | Pts |
| --- | ---------------------------- | -- | -- | -- | -- | -- | -- | -- | --- |
| 1   | Reial Madrid (UEFA)          | 2  | 2  | 0  | 0  | 6  | 2  | +4 | 6   |
| 2   | Kashima Antlers (AFC) (H)    | 4  | 3  | 0  | 1  | 9  | 5  | +4 | 9   |
| 3   | Atlético Nacional (CONMEBOL) | 2  | 0  | 1  | 1  | 2  | 5  | −3 | 1   |
| 4   | América (CONCACAF)           | 3  | 1  | 1  | 1  | 4  | 5  | −1 | 4   |
| 5   | Jeonbuk Hyundai Motors (AFC) | 2  | 1  | 0  | 1  | 5  | 3  | +2 | 3   |
| 6   | Mamelodi Sundowns (CAF)      | 2  | 0  | 0  | 2  | 1  | 6  | −5 | 0   |
| 7   | Auckland City (OFC)          | 1  | 0  | 0  | 1  | 1  | 2  | −1 | 0   |

## Guardons
Al final del torneig es varen lliurar els següents premis.
| adidas Pilota d'Or               | adidas Pilota d'Argent     | adidas Pilota de Bronze          |
| -------------------------------- | -------------------------- | -------------------------------- |
| Cristiano Ronaldo (Reial Madrid) | Luka Modrić (Reial Madrid) | Gaku Shibasaki (Kashima Antlers) |
| Premi Fair Play de la FIFA       |                            |                                  |
| Kashima Antlers                  |                            |                                  |